# 江口アミ
江口 アミ（えぐち アミ、1987年3月1日 - ）は、テレビ岩手のアナウンサー。

## 来歴
神奈川県川崎市出身。成蹊大学法学部卒業。東京アナウンスセミナーの9期生。
大学を卒業後、2009年4月からNHK松江放送局の契約キャスターを務めていた。
NHKとの契約を終了後、2011年4月にテレビ岩手へ入社した。江口よりも先に同局に入社していた川部絢子は大学時代からの友人で、東京アナウンスセミナーでの同期生であった。

## 担当番組

### NHK松江放送局
- しまねっとNEWS610 - キャスター（隔週出演、2009年度・2010年度）

### テレビ岩手
- ねだらX
- 5きげんテレビ - リポーター、天気予報担当
- ニュースプラス1いわて - 木曜・金曜キャスター
- 夢・見る・ピノキオ - ナレーター
- 定時ニュース